# آلچدس گیجیا
آلچدس گیجیا (به ایتالیایی: Alcides Ghiggia) (زاده ۲۲ دسامبر ۱۹۲۶ – درگذشته ۱۶ ژوئیه ۲۰۱۵) بازیکن فوتبال و اهل اروگوئه بود که گل پیروزی بخش اروگوئه مقابل برزیل را در فینال جام جهانی ۱۹۵۰ در مقابل چشم ۲۰۰ هزار تماشاچی برزیلی در ورزشگاه ماراکانا به ثمر رساند و اروگوئه برای آخرین بار قهرمان جام جهانی فوتبال مردان شد. وی سپس از سال ۱۹۵۷ میلادی عضو تیم ملی فوتبال ایتالیا بوده و در ۵ بازی ملی حضور داشته‌است. او در بازی‌های ملی‌اش ۱ گل به ثمر رساند.
آلچدس گیجیا آخرین بازی ملی خود را در سال ۱۹۵۹ میلادی انجام داد.